# 森忠興
森 忠興（もり ただおき）は、播磨国赤穂藩6代藩主。赤穂藩森家12代。

## 略歴
宝暦2年（1752年）1月3日、第5代藩主・森忠洪の長男として生まれる。明和5年（1768年）2月15日に第10代将軍・徳川家治と拝謁し、12月18日に従五位下・山城守に叙位・任官する。明和6年（1769年）7月23日、父の隠居で家督を継ぐ。
藩政では父の政治路線を受け継ぎ、文学の発展に尽くした。しかし明和・安永期の飢饉などで塩田が大被害を受け、藩財政は悪化した。安永9年（1780年）8月6日、家督を弟で養子の忠賛に譲って隠居する。天明元年（1781年）に出雲守に遷任する。天明4年（1784年）1月30日（1月29日とも）に死去した。享年33。

## 系譜
- 父：森忠洪（1728-1776）
- 母：井上正之の娘
- 正室：松平武元の娘
- 生母不明の子女
  - 女子：加藤明陳継室 - のち伊東長寛継室
  - 女子：市橋長喬室
- 養子
  - 男子：森忠賛（1758-1837） - 森忠洪の三男